# LateNightTales: Jamiroquai
Late Night Tales: Jamiroquai è il primo album di raccolta dei Jamiroquai, pubblicato nel 2003.
Si tratta di una raccolta di brani che hanno ispirato nel tempo il gruppo inglese.

## Tracce
1. Happiness - (Pointer Sisters) – 3:53
2. Girl I Think the World About You - (The Commodores) – 4:26
3. Once You Get Started - (Rufus & Chaka Khan) – 4:10
4. Fantasy - (Johnny "Hammnond" Smith) – 4:30
5. Whisper Zone - (Ramsey Lewis) – 2:57
6. What's Your Name - (Leon Ware) – 3:57
7. Stay Free - (Ashford & Simpson) – 4:51
8. Tonight's the Night - (Kleeer) – 4:43
9. I'll Never Forget - (Dexter Wansel) – 4:18
10. Pretty Baby - (Sister Sledge) – 3:55
11. California Dreamin' - (José Feliciano) – 4:08
12. Here's to You - (Skyy) – 4:12
13. Life on Mars - (Dexter Wansel) – 5:25
14. Rainin' Through My Sunshine - (The Real Thing) – 3:37
15. Theme From Enter the Dragon (Main Title) - (Lalo Schifrin) – 2:19
16. Here, My Dear - (Marvin Gaye) – 2:48
17. Music of the Earth - (Patrice Rushen) – 4:00
18. The White City Part 3 - (Patrick Neate, Brian Blessed) – 9:31